# کیزیل‌اغرک (مرزیفون)
کیزیل‌اغرک (به ترکی استانبولی: Kızıleğrek) یک منطقهٔ مسکونی در ترکیه است که در مرزیفون واقع شده‌است.